# Визнання (Доктор Гаус)
«Визнання́» (англ. Meaning)  — перша серія третього сезону американського телесеріалу «Доктор Хаус». Прем'єра епізоду проходила на каналі FOX 5 вересня 2006. Доктор Хаус і його команда мають врятувати чоловіка з паралічем, який має віддану дружину.

## Сюжет
Річард МакНіл, паралізований через рак мозку, скерував свій інвалідний візок у басейн і мало не помер. Хаус вийшов на роботу і почуває себе прекрасно, після спеціальної коми йому вже не треба ходити з ціпком. В лікарні він взяв дві справи: паралізованого Річарда і Карен, дівчина, що під час занять йогою стала паралізованою. Спершу команда взялась за Карен. Форман вважає, що в неї поперечний мієліт, Хаус дає розпорядження зробити електроміограму. Річарду Хаус наказав зробити операцію на сухожиллях в нозі, щоб той хоча б не відчував болю. Під час введення голки в ногу Карен і та починає сіпатись, що не може бути у паралізованого. Хаус бере запальничку і підводить вогонь до ноги. Карен це добре відчула, тому команда зрозуміла, що дівчина симулянтка. Але згодом у неї трапляється задишка, що вказує на плевральний випід. Проте задишка трапилась не через рідину в легенях, а через зібрання великої кількості крові навколо серця.
Чейз щогодини має викачувати кров, щоб дівчина не померла. Команда не знає, що з нею, тому робить «пошукову операцію». Проте спочатку Кадді не дозволяє її, але після багатьох негативних тестів вона все ж підписує дозвіл. Під час операції Хаус помічає, що у Карен почорніли нігті на нозі. Він відміняє операцію і ставить діагноз — цинга. Річарду зробили операцію і мали виписати додому, але Хаус почув, що чоловік намагається заговорити і видає різні звуки. Хаус наказує команді перевірити медичну картку Річарда за вісім років. Форман, Кемерон і Чейз знаходять десятки симптомів. Побачивши їх Хаус дав розпорядження зробити гастроскопію. Але під час процедури м'язи у горлі Річарда скоротились і він почав задихатись. Чейзу довелось зробити трахеотомію. Хаус хоче зробити перевірку оболонки мозку, але Кемерон відмовляється просити дозволу у дружини пацієнта, тому Хаус сам йде до неї. Дружина хоче повернути чоловіка, тому погоджується. Після процедури у Річарда через вухо витікає спинномозкова рідина. Хаус хоче зробити ще кілька небезпечних тестів, але команда відмовляється йому допомагати. Кадді повідомляє, що завтра зранку випише Річарда додому. Хаус скаржиться на перших біль в нозі після операції і просить його виписати вікодин, але Вілсон відмовляє.
Ввечері, після пробіжки, Хаус залазить у фонтан і охолоджується водою. В цей же момент він розуміє хворобу Річарда. Хаус йде до будинку Кадді і каже їй, що пацієнт не хотів втопитися. Через підвищення температури в мозку Річард просто хотів охолодити його і тому стрибнув у басейн. Діагноз Хауса: дисфункція гіпоталамуса, а точніше хвороба Едісона. Один укол кортизону і він одужає. Але Кадді вважає, що Хаус просто хоче погратися у лікаря і забороняє йому наближатися до Річарда. Хаус вирішує змиритися з тим, що йому не все дозволено. Проте Кадді вирішує послухатись його думки і вводить Річарду кортизон. Він приходить до себе, підводиться і вперше за вісім років обнімає дружину і сина. Кадді хоче розповісти Хаусу, що той був правий, але Вілсон не дає їй зробити це. Він вважає, що Хаус має добре зрозуміти слово «ні».

## Цікавинки
- Кемерон повідомляє Хаусу, що чоловіка, який стріляв у нього, так і не знайшли.